# Frederik Zernike
Frederik « Frits » Zernike (16 juillet 1888 à Amsterdam – 10 mars 1966) était un physicien néerlandais. Il est lauréat du prix Nobel de physique de 1953 « pour la démonstration de la méthode de contraste de phase, particulièrement pour son invention du microscope à contraste de phase », un instrument qui permet d'étudier la structure interne des cellules sans coloration, ce qui est pratique car elle tue les cellules.
Parmi d'autres contributions, il travailla sur les polynômes de Zernike, une technique mathématique utilisée depuis dans les systèmes optiques avancés pour supprimer l'aberration.

## Biographie
Zernike était le fils de Carl Frederick August Zernike et de Antje Dieperink, tous deux professeurs de mathématiques ; Zernike partageait sa passion de la physique avec son père. Il étudia la chimie (sa matière principale), les mathématiques et la physique à l'université d'Amsterdam. En 1912, il reçut un prix pour ses travaux sur l'opalescence des gaz. En 1913, il devint assistant de Jacobus Kapteyn au laboratoire d'astronomie de l'université de Groningue. En 1914, il contribua avec Ornstein à l'établissement de l'équation d'Ornstein-Zernike dans la théorie du point critique. En 1915, il obtint un poste en physique théorique dans la même université et en 1920 il fut nommé professeur titulaire en physique théorique. En 1930, alors qu'il menait des recherches sur les raies spectrales, il découvrit que les raies fantômes qui se trouvent de part et d'autre de chaque raie primaire des spectres produits par un réseau de diffraction, ont leur phase décalée de 90 degrés par rapport à celles des raies primaires. Ce fut au congrès de physique et de médecine de Wageningen en 1933 que Zernike décrivit pour la première fois sa technique de contraste de phase en microscopie. Il étendit sa méthode pour tester la qualité des miroirs concaves. Sa découverte est à la base du premier microscope à contraste de phase, construit durant la Seconde Guerre mondiale.
Le complexe universitaire situé au nord de la ville de Groningue porte son nom (parc Zernike), tout comme le cratère Zernike (en) sur la Lune. L'astéroïde (11779) Zernike a été nommé en son honneur. Il est élu membre étranger de la Royal Society le 26 avril 1956. Son épouse Lena est décédée en 1975.